# Glyphidocera zothecuale
Espèce
Glyphidocera zothecuale  est une espèce de lépidoptères de la famille des Autostichidae. Elle a été décrite par Adamski en 2005. On la trouve au Costa Rica.

## Publication originale
- (en) David Adamski, « Review of Glyphidocera Walsingham of Costa Rica (Lepidoptera: Gelechioidea: Glyphidoceridae) », Zootaxa, Magnolia Press (d), vol. 858, no 1,‎ 16 février 2005, p. 1–205 (ISSN 1175-5334 et 1175-5326, OCLC 49030618, DOI 10.11646/ZOOTAXA.858.1.1).